# Teofilo Folengo
Teofilo Folengo, também conhecido pelos pseudônimos de Merlino Coccajo ou Cocajo (Mântua, 8 de novembro de 1491 — Bassano del Grappa, 9 de dezembro de 1544) foi um poeta italiano, que escreveu sob o pseudônimo de Merlino Coccajo ou Merlinus Cocaius em latim, foi um dos principais poetas macarônicos italianos. 

## Biografia
Folengo nasceu de linhagem nobre em Cipada, perto de Mântua, Itália.
Desde a infância ele mostrou grande vivacidade de espírito e uma notável habilidade em fazer versos. Com a idade de dezesseis anos, ele entrou no mosteiro de Sant'Eufemia, perto de Brescia, e dezoito meses depois tornou-se um membro professo da ordem beneditina. Por alguns anos, sua vida como monge parece ter sido toleravelmente regular, e dizem que ele produziu uma quantidade considerável de versos em latim, escritos, não sem sucesso, no estilo virgiliano. Por volta do ano 1516 ele abandonou a vida monástica pela sociedade de uma jovem bem-nascida chamada Girolama Dieda, com quem vagou pelo país durante vários anos, muitas vezes sofrendo de grande pobreza, não tendo outro meio de sustento que seu talento para a escrita.
 

Sua primeira obra, sob o pseudônimo latino Merlinus Cocaius, foi o poema narrativo macarônico Baldo (1517), que relata as aventuras de um herói fictício chamado Baldo ("Baldus"), descendente da realeza francesa e algo como um delinquente juvenil que encontra prisão; batalhas com autoridades locais, piratas, pastores, bruxas e demônios; e uma viagem ao submundo. Embora frequentemente censurado, logo alcançou grande popularidade, e em poucos anos passou por várias edições e foi posteriormente expandido por Folengo. 

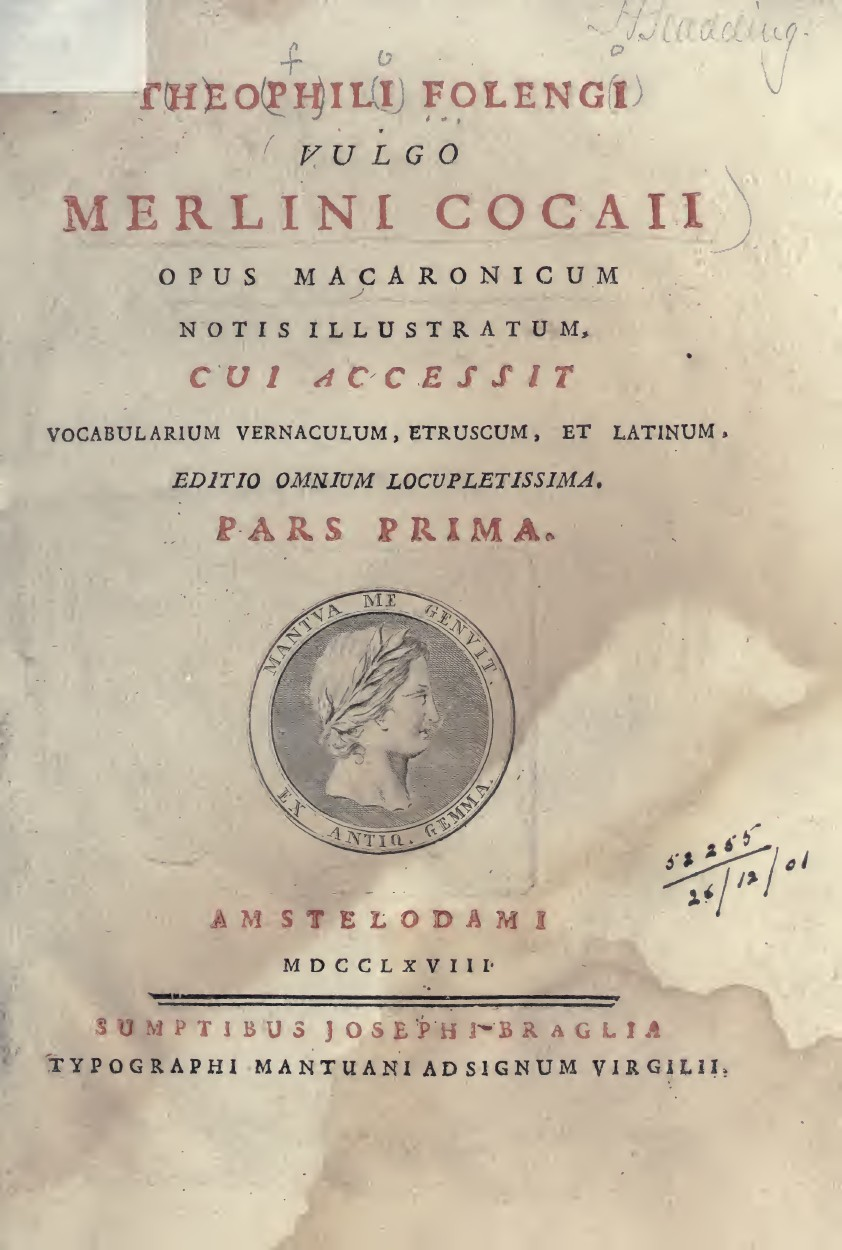
Maccheronee

O próximo trabalho de Folengo foi Orlandino, um poema italiano de oito cantos, escrito em oitavas rimadas. Surgiu em 1526 e trazia na página de rosto o novo pseudônimo de Limerno Pitocco (Merlin, o Mendigo) da Mantova. No mesmo ano, cansado de uma vida de dissipação, Folengo voltou às suas raízes eclesiásticas; e logo depois escreveu seu Caos del tri per uno, no qual, em parte em prosa, em parte em verso, às vezes em latim, às vezes em italiano e às vezes em macarrão, ele faz um relato velado das vicissitudes da vida sob a qual viveu seus vários nomes.
Em seguida, o encontramos por volta do ano de 1533 escrevendo em oitavas rimadas uma vida de Cristo intitulada L'Umanità del Figliuolo di Dio; e é conhecido por ter composto, ainda mais tarde, outro poema religioso sobre a criação, queda e restauração do homem, além de algumas tragédias. Estes, entretanto, nunca foram publicados.
 

Alguns de seus últimos anos foram passados na Sicília sob o patrocínio de Ferrante Gonzaga, que serviu ao imperador Carlos V como vice-rei da Sicília (1535-1546). Ele parece ter sido baseado na abadia de San Martino delle Scale (Monreale). Em 1543 retirou-se para o mosteiro de Santa Croce de Campese, perto de Bassano; e lá ele morreu em 9 de dezembro de 1544.

## Obras
Em latim:
- Maccheronee (Opus macaronicum), 1552 (I ed. 1517). Contém:

1. Zanitonella, sive innamoramentum Zaninae et Tonelli;
2. Baldus;
3. Moschaea;
4. Epigramata.

Em italiano:
- Orlandino, 1526.
- Caos del Triperuno, 1527.
- Humanità del figlio di Dio, 1533.
- Atto della Pinta, 1538.
- Palermitana, 1540.

## Literatura
- Colella, Massimo (2019). ««Sol d'Orlandin i' canto, e nondimeno…». Lettura dell''Orlandino' di Teofilo Folengo». Rivista di Letteratura Italiana. XXXVII (3): 9-29. doi:10.19272/201902203001